# 月城核電廠
月城核電廠（：／ Wolseong wonjaryeok baljeonso */?）位于韓国慶尚北道慶州市的一座核能發電廠。韓國水電與核電公司营运，是韩国唯一营运PHER重水堆（加压重水反应堆）的核电厂。

## 概要
1号至4号機核反应堆是世界少数的加拿大重水鈾反應爐。1号機1982年開始工作。2、3、4号機分别于1997年、1998年、1999年開始工作。这些反应堆每一个都有70万千瓦的能力。 新的反应堆新月城1号於2012年完成開始運轉，但2013年發生偽造安全證書問題，新月城1号機被勒令停產、2号機被勒令停工，直到2014年1月新月城1号機恢復運轉，11月2号機裝料，並於2015年7月開始運轉。2019年12月24日月城核電站一號機組除役，為韓國第2個除役核電機組。
2024年6月，月城核电厂乏燃料储存出现泄漏，导致约2.3吨储存水排入海。2025年1月12日，月城核电厂的核废液未经样本分析阶段就被排入海，排放量约为29吨。

## 設備
| 月城核電廠   |                    |               |                |               |                |
| 反應爐       | 原子炉形式         | 設備容量 (MW) | 施工開始       | 運轉開始      | 停止運轉       |
| 月城1号機    | 加拿大重水鈾反應爐 | 679           | 1977年10月30日 | 1983年4月22日 | 2019年12月24日 |
| 月城2号機    | 加拿大重水鈾反應爐 | 700           | 1992年6月22日  | 1997年7月1日  |                |
| 月城3号機    | 加拿大重水鈾反應爐 | 700           | 1994年3月17日  | 1998年7月1日  |                |
| 月城4号機    | 加拿大重水鈾反應爐 | 700           | 1994年7月22日  | 1999年10月1日 |                |
| 新月城核電廠 |                    |               |                |               |                |
| 反應爐       | 原子炉形式         | 設備容量 (MW) | 施工開始       | 運轉開始      | 停止運轉       |
| 新月城1号機  | OPR-1000           | 1000          | 2007年11月20日 | 2012年7月31日 |                |
| 新月城2号機  | OPR-1000           | 1000          | 2008年9月23日  | 2015年7月24日 |                |